# أولاد بوحدو (كريفات)
أولاد بوحدو هي إحدى مشيخات المملكة المغربية، تتبع جغرافيا لإقليم الفقيه بن صالح وإداريًا لكريفات. يقدر عدد سكانها بـ 10428 نسمة حسب الإحصاء الرسمي للسكان والسكنى لسنة 2004.